# Isaak aus Aachen
Isaak, nach anderer Quelle Isaak aus Narbonne, ist der erste mit Namen bekannte Jude aus dem späteren Reichsgebiet. Er war ein wohl in Aachen ansässiger Großkaufmann. Im Jahr 797 war er Dolmetscher der Gesandtschaft Karls des Großen bei Hārūn ar-Raschīd.
Isaak verhandelte mit dem Kalifen über einen besseren Zugang zu den heiligen Stätten für die Pilger. Es wurde daraufhin in Jerusalem mindestens ein lateinisches Pilgerhospiz mit einer eigenen Kirche und verschiedenen angeschlossenen Einrichtungen gegründet. Im 9. und 10. Jahrhundert kamen mehr und mehr Pilger aus Europa nach Palästina.
Isaak hatte in den Jahren 801 und 802 die Aufgabe, den indischen Elefanten Abul Abbas als Geschenk Hārūn ar-Raschīds an den fränkischen Hof zu begleiten.

## Trivia
Im Comic Mosaik wird in der seit Oktober 2021 laufenden Orient-Okzident-Serie die Reise des Elefanten Abul-Abbas an der Seite Isaaks und der Protagonisten der Serie der Abrafaxe an den Hof Karls des Großen begleitet.